# Avedik de Tokat
Avedik de Tokat (arménien Ավետիք Եվդոկիացի Avétik Yevtogiatsi) né le 7 avril 1657 à  Tokat; † 21 juillet 1711 à Paris) est un  Patriarche arménien de Constantinople et un  Patriarche arménien de Jérusalem de 1702 à 1703 et de 1704 à 1706.

## Biographie
Avedik ou Avetik est ordonné diacre près d'Adana en 1676, et consacré prêtre quelques années plus tard il exerce cette
fonction dans le monastère de Jakobs à Erzincan . il est  nommé évêque d'Erzincan en 1690, mais son épiscopat est troublé car depuis Erzurum, il mene une violente propagande contre les Arméniens favorables aux catholiques comme Mékhitar de Sébaste et les missionnaires latins et engage une controverse avec Nahapet d'Édesse le Catholicos d'Etchmiadzin. 
En 1701, il se rend à Istanbul et y est intronisé le 7 mars 1702 comme Patriarche des Arméniens. Quelques mois plus tard, il revendique également la dignité de Patriarche arménien de Jérusalem. Il est déposé en 1703 en faveur de Kalust Gaydzag Ier d'Amassia à Constantinople et de  Minas II d'Amid à Jérusalem mais il est réintégré en 1704.  Mechitar s'étant enfui en Grèce et finalement à Venise pour échapper à ses activités anti-catholiques. En 1706, Avedik est destitué définitivement par les autorités ottomanes et expulsé à Jérusalem.
A Chios Charles de Ferriol, ambassadeur de France dans l'Empire ottoman de 1692 à 1711 le fait arrêter et déporter en France. Là, il est emprisonné d'abord à Marseille, puis au monastère de Mont-Saint-Michel et enfin à la Bastille à Paris. Sous la pression des circonstances, Avedik entre en communion ecclésiale avec le souverain pontife romain le 22 septembre 1710, il est ensuite autorisé à vivre chez ses relations parisiennes et à partir du 20 mars 1711 il travaille également comme liturgiste. Il meurt le 21 juillet 1711 et est inhumé dans le chœur de  Église Saint-Sulpice de Paris d'où sa pierre tombale a disparu.

## Sources
- A. Vardanian, Avédik, vol. 5, Paris, Dictionnaire d’histoire et de géographie ecclésiastiques, 1931, p. 998–1000.
- Bernadette et Philippe Rossignol, L’Arménien Cachadur, une bavure au temps de Louis XIV, vol. 131, Bulletin de la Société d’Histoire de la Guadeloupe, 2002, p. 27–45.
- (en) Haig A. Krikorian, Chronological list of armenian patriarchs of Jerusalem, 2005, p. 7